# Cleburne (Texas)
Cleburne es una ciudad ubicada en el condado de Johnson en el estado estadounidense de Texas. En el Censo de 2010 tenía una población de 29.337 habitantes y una densidad poblacional de 348,99 personas por km².

## Geografía
Cleburne se encuentra ubicada en las coordenadas 32°21′9″N 97°24′33″O / 32.35250, -97.40917. Según la Oficina del Censo de los Estados Unidos, Cleburne tiene una superficie total de 84.06 km², de la cual 76.61 km² corresponden a tierra firme y (8.86%) 7.45 km² es agua.

## Demografía
Según el censo de 2010, había 29.337 personas residiendo en Cleburne. La densidad de población era de 348,99 hab./km². De los 29.337 habitantes, Cleburne estaba compuesto por el 82.35% blancos, el 4.4% eran afroamericanos, el 0.69% eran amerindios, el 0.5% eran asiáticos, el 0.31% eran isleños del Pacífico, el 9.36% eran de otras razas y el 2.39% pertenecían a dos o más razas. Del total de la población el 27.13% eran hispanos o latinos de cualquier raza.

## Ciudades Hermanas
- Comonfort, Guanajuato:[6]